# Lupo di Sens
Lupo di Sens (573 circa – Brienon-sur-Armançon, 623 circa) è stato un vescovo francese, vescovo di Sens.
La sua deposizione è commemorata già dai martirologi geronimiano e di Wandelbert nel IX secolo.

## Notizie biografiche
È tradizionalmente ritenuto il diciannovesimo vescovo di Sens: il suo predecessore, Artemio, assistette al concilio di Mâcon del 585; Mederio, il suo successore, partecipò a quello di Clichy nel 627. Lupo è attestato al concilio di Parigi del 10 ottobre 614.

## Agiografia
Secondo una Vita, datata tra la fine del VIII e il IX secolo, Lupo era figlio dei nobili Bettone e Austregilda di Orléans, che vivevano sulle rive della Loira, e i suoi zii materni erano Austrenio, vescovo di Orléans, e Aunacario, vescovo di Auxerre.  Fu scelto come successore di Artemio, vescovo di Sens, e si distinse per la vita penitente e le opere di pietà.
A causa dei disordini politici dovuti agli scontri tra i vari re merovingi, fu esiliato in un villaggio sulla Bresle, dove si dedicò all'evangelizzazione del Vimeu. Fu richiamato a Sens da Clotario II, che implorò il suo perdono e fece donazioni alla sua Chiesa.
Uno dei più celebri miracoli attribuitigli dalla Vita è quello della gemma preziosa discesa dal cielo nel calice da lui retto mentre celebrava la messa a Ordon.
Morì forse a Brienon-sur-Armançon e il suo corpo fu traslato a Sens.

## Il culto
Il 23 luglio 853 l'arcivescovo Gaunilone fece traslare le sue reliquie nella basilica detta poi dei Santi Colomba e Lupo.
Era considerato patrono degli epilettici.
Gli sono intitolati i priorati di Saint-Loup-de-Naud e di Saint-Leu-d'Esserent; la chiesa parigina di Saint-Leu-Saint-Gilles, fondata nel 1235, è dedicata al culto suo e di sant'Egidio, commemorato come Lupo al 1º settembre.
La deposizione di san Lupo è ricordata al 1º settembre in alcuni manoscritti del Martirologio geronimiano e, alla stessa data, nel Martirologio di Wandelbert di Prüm, risalente all'848.
Il suo elogio si legge nel Martirologio romano al 1º settembre.